# برخاست

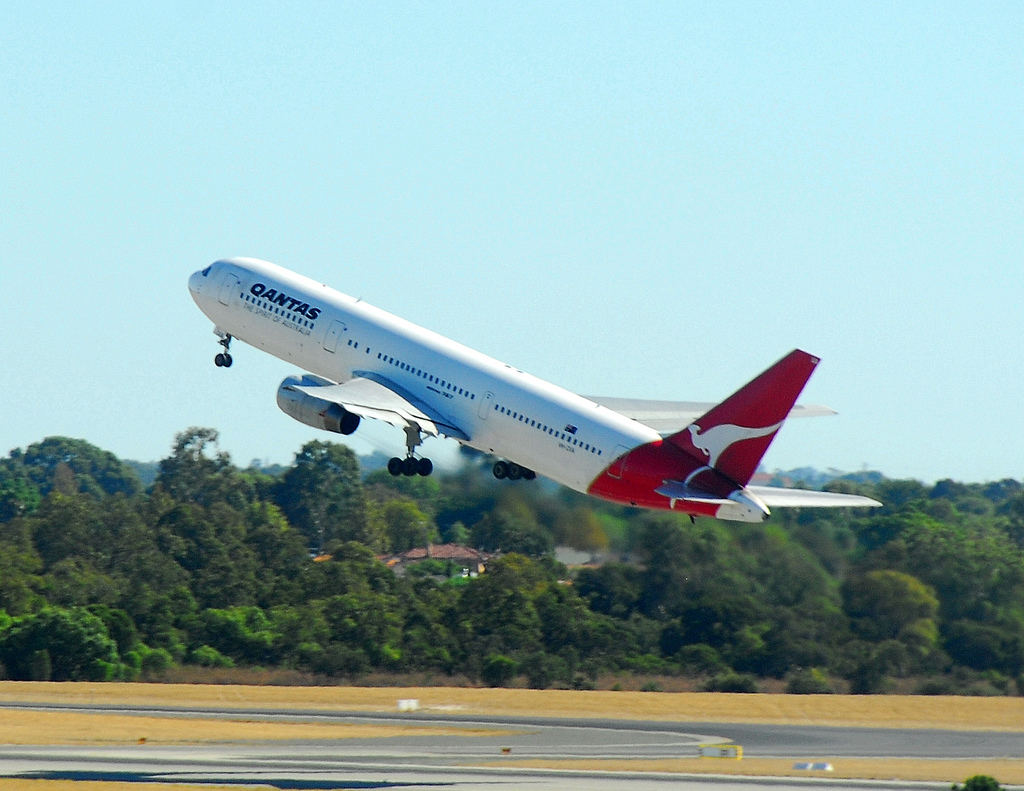
یک هواپیمای بوئینگ ۷۶۷ از شرکت کوانتس در حال برخاست

برخاست یا تیک آف (به انگلیسی: Takeoff) مرحله‌ای از پرواز است که در آن هواپیما در حال تغییر از حرکت بر روی زمین(تاکسی کردن) به حالت پرواز در آسمان می‌باشد که معمولاً از روی باند پرواز شروع می‌شود. بالونها، هلیکوپترها و هواپیماهای عمود پرواز نیازی به باند پرواز برای برخاست ندارند. برخاست عکس عمل فرود می‌باشد.

در این مرحله از پرواز، خلبان با سرعتی خاص هواپیما را از زمین بلند میکند. وقتی که هواپیما به سرعت خاصی (سرعت تصمیم گیری) میرسد و هواپیما میتواند بلند شود، خلبان دماغه هواپیما را آرام بالا میبرد و سپس هواپیما از زمین جدا شده و پرواز آغاز میشود.